# Operador projeção ortogonal
Em matemática, sobretudo na análise funcional define-se operador projeção ortogonal, ou simplesmente, projetor ortogonal como um operador linear limitado {\displaystyle P:H\to H\,} em um espaço de Hilbert {\displaystyle H\,} que satisfaz:
- {\displaystyle P^{2}=P\,}(P é idempotente)

- {\displaystyle P=P^{*}\,}(P é auto adjunta)

A projeção ortogonal, é uma projeção cuja Imagem {\displaystyle I\,}e o núcleo {\displaystyle N\,} são Ortogonais. Isto é, para todo {\displaystyle x} e {\displaystyle y} em {\displaystyle H\,},

{\displaystyle \langle Px,(y-Py)\rangle =\langle (x-Px),Py\rangle =0}. De forma equivalente:

{\displaystyle \langle x,Py\rangle =\langle Px,Py\rangle =\langle Px,y\rangle }

Uma projeção é ortogonal se e só se é auto adjunta. Usando a propriedade auto adjunta e idempotencia de P, para quaisquer {\displaystyle x} e {\displaystyle y} em {\displaystyle H\,} temos que {\displaystyle Px\in I\,}, {\displaystyle y-Py\in N\,}e além disso

{\displaystyle \langle Px,y-py\rangle =\langle P^{2}x,y-Py\rangle =\langle Px,P(I-P)y\rangle =\langle Px,(P-P^{2})y\rangle =0}

Onde {\displaystyle \langle .,.\rangle } é o produto interno associado com {\displaystyle H\,}. Portanto, {\displaystyle P} e {\displaystyle I-P} são projeções ortogonais. 
A outra direção, isto é, se {\displaystyle P} é ortogonal então é auto adjunta segue de:

{\displaystyle \langle x,Py\rangle =\langle Px,y\rangle =\langle x,P^{*}y\rangle }                                                       para todo {\displaystyle x} e {\displaystyle y} em {\displaystyle H\,}

Portanto {\displaystyle P=P^{*}}

## Propriedades
- O operador {\displaystyle Q\,} definido como {\displaystyle Q=I-P\,} é chamado de complemento ortogonal de P e, como é fácil ver, também um projetor ortogonal com a seguinte propriedade adicional:  
{\displaystyle \langle Px,Qy\rangle =\langle QPx,y\rangle =\langle (I-P)Px,y\rangle =\langle (P-P^{2})x,y\rangle =0}

- Uma projeção ortogonal é um operador limitado. Isso é porque para todo {\displaystyle v} no espaço vetorial nós temos, por conta da desigualdade de Cauchy-Schwarz:  
{\displaystyle \|Pv\|^{2}=\langle Pv,Pv\rangle =\langle Pv,v\rangle \leq \|Pv\|\cdot \|v\|} 
Então {\displaystyle \|Pv\|\leq \|v\|}